# Lieber Onkel Bill
Lieber Onkel Bill (Originaltitel: Family Affair) ist eine US-amerikanische Familienserie, die man heute dem Genre Sitcom zuordnen würde.
Die Serie lief von 1966 bis 1971 in 138 Folgen beim Fernsehsender CBS und wurde in Deutschland ab 1968 mit 65 Folgen in die regionalen Vorabendprogramme des Deutschen Fernsehens übernommen.  Die Titelmelodie stammte von Frank De Vol und erlangte eine eigene Bekanntheit. 2002 entstand eine Neuverfilmung mit Tim Curry als Butler.
Ab Dezember 1987 wiederholte der Privatsender RTL plus die komplette Serie mit allen Folgen, die von CBS produziert wurden.

## Handlung
Bill Davis ist ein wohlhabender Junggeselle. Nach dem Tod seines Bruders und seiner Schwägerin ziehen die sechsjährigen Zwillinge Buffy und Jody und der Teenager Cissy, die nun Vollwaisen sind, bei ihm ein und bringen sein Leben durcheinander. Auch Davis’ Butler Giles French hat so allerhand Probleme bei der Erziehung der Kinder. Eine wichtige Rolle spielt auch die Puppe von Buffy, Mrs. Beasley, die ständig mitgeführt werden muss. Es geschieht jedoch sehr oft, dass Mrs. Beasley verlegt wird und sich eine fieberhafte Suche der ganzen „Familie“ anschließt.

## Deutsche Fassung
Die deutsche Synchronfassung für die Folgen im Vorabendprogramm des Deutschen Fernsehens entstand ab 1968 bei der Bavaria Atelier GmbH in München.
| Rolle        | Darsteller      | Synchronsprecher  |
| ------------ | --------------- | ----------------- |
| Bill Davis   | Brian Keith     | Paul Klinger      |
| Giles French | Sebastian Cabot | Bruno W. Pantel   |
| Cissy Davis  | Kathy Garver    | Christina Hoeltel |
| Jody Davis   | Johnny Whitaker | Eva Mattes        |
| Nigel French | John Williams   | Thomas Reiner     |